# Sassnitz

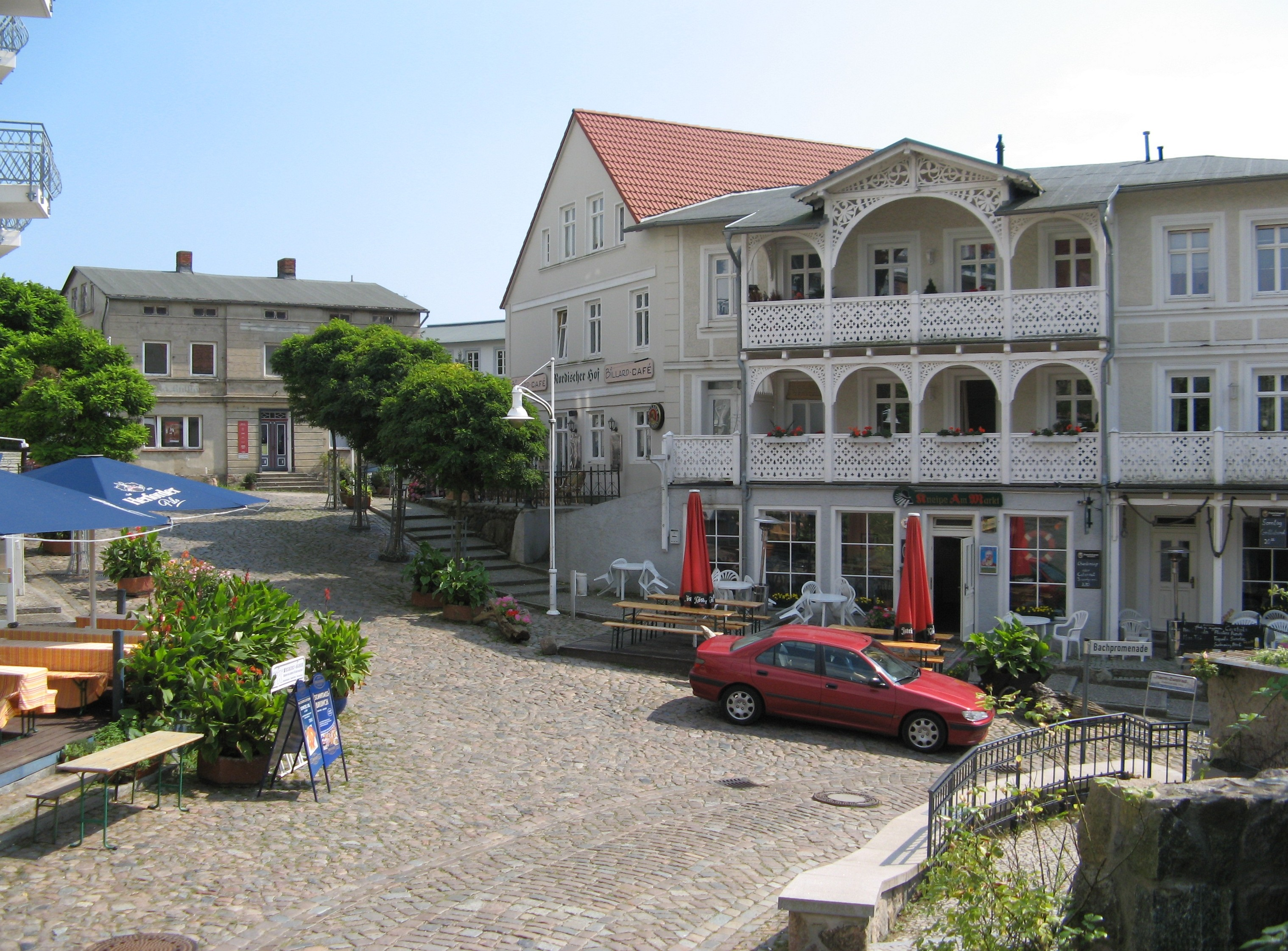
Plaza del mercado.

Sassnitz (hasta 1993 Saßnitz) es una ciudad alemana en Mecklemburgo-Pomerania Occidental. Localizada en la península de Jasmund, en la costa oriental de la isla de Rügen (54°31′N 13°38′E / 54.517, 13.633). La población en 2015 era de 9.560 habitantes.
Es una ciudad muy popular, situada junto al parque nacional de Jasmund que posee el único parque zoológico de Rügen.
El submarino británico desarmado HMS Otus fue comprado por un empresario alemán, remolcado a Sassnitz y convertido en un museo flotante.

## Ciudades hermanadas
Sassnitz mantiene un hermanamiento de ciudades con:
- Cuxhaven, Baja Sajonia, Alemania.
- Kingisepp, Noroeste, Rusia.
- Trelleborg, Escania, Suecia.
- Huai'an, Jiangsu, China.